# Jesuíta Barbosa
José Jesuíta Barbosa Neto (Salgueiro, 26 de junio de 1991) es un actor brasileño. Es considerado un talento importante del cine brasileño reciente y ha actuado en largometrajes aclamados por la crítica.

## Biografía
Barbosa nació en Salgueiro y pasó la infancia en Parnamirim, ambas ciudades del interior del estado brasileño de Pernambuco.
A la edad de diez años se mudó a Fortaleza, Ceará, donde comenzó a actuar en grupos de teatro en la escuela. Aunque su padre, delegado de la Policía Civil, quería que ingresase en Derecho o Medicina, él se inscribió en el curso de Principios Básicos del Teatro José de Alencar y posteriormente, en el curso de Licenciatura en Teatro del Instituto Federal de Ceará.
En 2017, Barbosa reveló ser bisexual y relacionarse con hombres y mujeres.

## Filmografía

### Televisión
| Año  | Título                | Personaje                               |
| ---- | --------------------- | --------------------------------------- |
| 2014 | Amores Robados        | Fortunato Dias                          |
| 2014 | Serra Pelada          | Navalhada                               |
| 2014 | O Rebu                | Alain                                   |
| 2015 | Sete Vidas            | João Miguel Oliveira Sanches (joven)    |
| 2016 | Ligações Perigosas    | Felipe Danceny                          |
| 2016 | Justiça               | Vicente Menezes                         |
| 2016 | Nada Será Como Antes  | Davi                                    |
| 2016 | Fim do Mundo          | Cristiano                               |
| 2018 | Onde Nascem os Fortes | Ramirinho Curió Jr. / Shakira do Sertão |
| 2019 | Verão 90 Graus        | Jerônimo Guerreiro                      |
| 2022 | Pantanal              | Juventino Leôncio Neto                  |

### Cine
| Año  | Título                           | Personaje                |
| ---- | -------------------------------- | ------------------------ |
| 2012 | Dias em Cuba                     |                          |
| 2013 | O Melhor Amigo                   | Lucas                    |
| 2013 | Cine Holliúdy                    | Acrísio                  |
| 2013 | Serra Pelada                     | Navalhada                |
| 2013 | Tatuagem                         | Soldado Araújo (Fininha) |
| 2014 | Praia do Futuro                  | Ayrton                   |
| 2014 | Trash                            | Turk                     |
| 2015 | A História de uma Pena           | Wagner                   |
| 2016 | Reza a Lenda                     | Pica-Pau                 |
| 2016 | Jonas                            | Jonas                    |
| 2017 | Malasartes e o Duelo com a Morte | Pedro Malasartes         |
| 2018 | O Grande Circo Místico           | Celaví                   |
| 2025 | Hombre con H                     | Ney Matogrosso           |

## Teatro
| Año  | Título                                |
| ---- | ------------------------------------- |
| 2008 | Cabaré da Dama (como Monnique Frazão) |
| 2009 | Corpos Aprisionados                   |
| 2009 | Deserdados                            |
| 2010 | O Mistério da Cascata                 |
| 2010 | O Pagador de Promessas                |
| 2009 | Rimprovisando                         |
| 2011 | A Cigarra e a Formiga                 |
| 2011 | Borboleta Acorrentada                 |
| 2012 | Uma Flor de Dama                      |
| 2012 | O Fabuloso Catador de Histórias       |